# Grand Prix Francie 2000
Grand Prix Francie LXXXVI Mobil 1 Grand Prix de France
- 2. červenec 2000
- Okruh Magny-Cours
- 72 kol x 4,251 km = 305,886 km
- 655. Grand Prix
- 8. vítězství Davida Coultharda
- 127. vítězství pro McLaren

## Výsledky
| Pozice | Jezdec                | Vůz             | Čas             |
| ------ | --------------------- | --------------- | --------------- |
| 1      | David Coulthard       | McLaren MP4/15  | 1:38'05.538     |
| 2      | Mika Häkkinen         | McLaren MP4/15  | á 0:14:748      |
| 3      | Rubens Barrichello    | Ferrari F1-2000 | á 0:32:409      |
| 4      | Jacques Villeneuve    | BAR 002         | á 1:01:322      |
| 5      | Ralf Schumacher       | Williams FW22   | á 1:03:981      |
| 6      | Jarno Trulli          | Jordan EJ10     | á 1:15:604      |
| 7      | Heinz-Harald Frentzen | Jordan EJ10     | á 1 kolo        |
| 8      | Jenson Button         | Williams FW22   | á 1 kolo        |
| 9      | Giancarlo Fisichella  | Benetton B200   | á 1 kolo        |
| 10     | Mika Salo             | Sauber C19      | á 1 kolo        |
| 11     | Pedro Diniz           | Sauber C19      | á 1 kolo        |
| 12     | Nick Heidfeld         | Prost AP03      | á 1 kolo        |
| 13     | Eddie Irvine          | Jaguar R1       | á 2 kola        |
| 14     | Jean Alesi            | Prost AP03      | á 2 kola        |
| 15     | Marc Gené             | Minardi M02     | á 2 kola        |
| Kolo   | Odstoupili            | -               | -               |
| 59     | Michael Schumacher    | Ferrari F1-2000 | Motor           |
| 46     | Pedro de la Rosa      | Arrows A21      | Rozvody         |
| 35     | Alexander Wurz        | Benetton B200   | Kolize s Alesim |
| 32     | Gaston Mazzacane      | Minardi M02     | Mimo trať       |
| 26     | Jos Verstappen        | Arrows A21      | Rozvody         |
| 21     | Johnny Herbert        | Jaguar R1       | Převodovka      |
| 17     | Ricardo Zonta         | BAR 002         | Mimo trať       |

### Nejrychlejší kolo
- David COULTHARD McLaren 	1'19.479

### Vedení v závodě
- 1-24 kolo Michael Schumacher
- 25 kolo David Coulthard
- 26-39 kolo Michael Schumacher
- 40-72 kolo David Coulthard

### Postavení na startu
- červeně -
- zeleně – Startoval z posledního místa pro nepovolené esence

| 1. řada  | 1                  | 2                     |
|          | Michael Schumacher | David Coulthard       |
|          | Ferrari            | McLaren               |
|          | 1'15,632           | 1'15,734              |
| 2. řada  | 3                  | 4                     |
|          | Rubens Barrichello | Mika Hakkinen         |
|          | Ferrari            | McLaren               |
|          | 1'16.047           | 1'16.050              |
| 3. řada  | 5                  | 6                     |
|          | Ralf Schumacher    | Eddie Irvine          |
|          | Williams           | Jaguar                |
|          | 1'16.291           | 1'16.399              |
| 4. řada  | 7                  | 8                     |
|          | Jacques Villeneuve | Heinz-Harald Frentzen |
|          | BAR                | Jordan                |
|          | 1'16.653           | 1'16.658              |
| 5. řada  | 9                  | 10                    |
|          | Jarno Trulli       | Jenson Button         |
|          | Jordan             | Williams              |
|          | 1'16.669           | 1'16.905              |
| 6. řada  | 11                 | 12                    |
|          | Johnny Herbert     | Mika Salo             |
|          | Jaguar             | Sauber                |
|          | 1'17.176           | 1'17.223              |
| 7. řada  | 13                 | 14                    |
|          | Pedro de la Rosa   | Giancarlo Fisichella  |
|          | Arrows             | Benetton              |
|          | 1'17.279           | 1'17.317              |
| 8. řada  | 15                 | 16                    |
|          | Pedro Diniz        | Nick Heidfeld         |
|          | Sauber             | Prost                 |
|          | 1'17.361           | 1'17.374              |
| 9. řada  | 17                 | 18                    |
|          | Alexander Wurz     | Jean Alesi            |
|          | Benetton           | Prost                 |
|          | 1'17.408           | 1'17.569              |
| 10. řada | 19                 | 20                    |
|          | Ricardo Zonta      | Jos Verstappen        |
|          | BAR                | Arrows                |
|          | 1'17.668           | 1'17.933              |
| 11. řada | 21                 | 22                    |
|          | Marc Gené          | Gaston Mazzacane      |
|          | Minardi            | Minardi               |
|          | 1'18.130           | 1'18.302              |
| -------- | ------------------ | --------------------- |

- 107% : 1'20"926

### Zajímavosti
- Marc Gene a Pedro de la Rosa startovali v 25 GP.
- 27 pole pro Schumachera a 132 pro Ferrari.
- 37 double pro McLaren

| Pole position      | Vítězství          | Nej. kolo          |
| Německo            | Spojené království | Spojené království |
| Michael Schumacher | David Coulthard    | David Coulthard    |
| Ferrari F1-2000    | McLaren MP4/15     | McLaren MP4/15     |
| 1'15.632           | 1:38'05.538        | 1'19.479           |
| 202.343 km/h       | 187.215 km/h       | 192.549 km/h       |
| ------------------ | ------------------ | ------------------ |

### Stav MS
- Zelená - vzestup
- Červená - pokles

| *  | Jezdec                | Body |
| -- | --------------------- | ---- |
| 1  | Michael Schumacher    | 56   |
| 2  | David Coulthard       | 44   |
| 3  | Mika Häkkinen         | 38   |
| 4  | Rubens Barrichello    | 32   |
| 5  | Giancarlo Fisichella  | 18   |
| 6  | Ralf Schumacher       | 14   |
| 7  | Jacques Villeneuve    | 8    |
| 8  | Jarno Trulli          | 6    |
| 9  | Heinz-Harald Frentzen | 5    |
| 10 | Jenson Button         | 3    |
| 11 | Eddie Irvine          | 3    |
| 12 | Mika Salo             | 3    |
| 13 | Jos Verstappen        | 2    |
| 14 | Ricardo Zonta         | 1    |
| 15 | Pedro de la Rosa      | 1    |

| * | Vůz      | Body |
| - | -------- | ---- |
| 1 | Ferrari  | 88   |
| 2 | McLaren  | 82   |
| 3 | Benetton | 18   |
| 4 | Williams | 17   |
| 5 | Jordan   | 11   |
| 6 | BAR      | 9    |
| 7 | Sauber   | 3    |
| 8 | Jaguar   | 3    |
| 8 | Arrows   | 3    |

| * | Jezdec         | Body |
| - | -------------- | ---- |
| 1 | Německo        | 75   |
| 2 | Velká Británie | 50   |
| 2 | Finsko         | 41   |
| 4 | Brazílie       | 33   |
| 4 | Itálie         | 24   |
| 6 | Kanada         | 8    |
| 7 | Nizozemsko     | 2    |
| 8 | Španělsko      | 1    |